# Język mindong
Język mindong lub min dong (min wschodni) – język lub grupa blisko spokrewnionych języków (dialektów) wywodzących się z południa Chin – prowincji Fujian. Mindong oznacza wschodnią część prowincji Fujian – Min (閩) to krótka nazwa prowincji, a dong (东) oznacza „wschód”. Obecnie językiem mindong mówi się najczęściej we wschodnim Fujianie, w okolicach miast Fuzhou i Ningde.
Język mindong należy do grupy min języków chińskich. Dialekt z Fuzhou jest uznawany za odmianę prestiżową i służy jako regionalna lingua franca.
Mindong używany jest także w krajach Azji Południowo-Wschodniej: Brunei (ok. 6 tys. osób), Malezji (252 tys.), Singapurze (34 tys.), Indonezji (w zaniku) i Tajlandii.

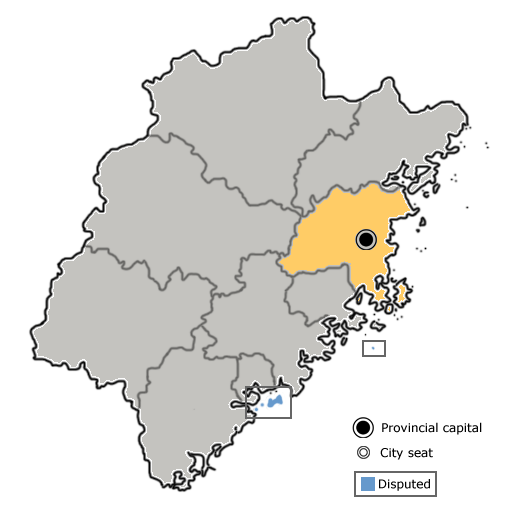
Fuzhou, centrum języka mindong